# Taare Zameen Par
Taare Zameen Par (hindi: तारे ज़मीन पर, en español: Estrellas en la tierra o Estrellas del cielo en la tierra) es una película india del año 2007 dirigida y producida por Aamir Khan y protagonizada por Darsheel Safary y Aamir Khan. El largometraje fue la selección oficial de la India para los Premios Óscar de 2007.

## Argumento
Ishaan Nandkishore Awasthi (Darsheel Safary) es un niño de ocho años con dislexia y aptitudes sobresalientes para la pintura. Su padre, Nandkishore Awasthi (Vipin Sharma),
un ejecutivo que espera que sus hijos sean exitosos, lo maltrata y lo compara con su hermano mayor, Yohaan (Sachet Engineer), un destacado estudiante y deportista. Su madre, Maya Awasthi (Tisca Chopra), se frustra al intentar educarlo. Sus maestras no están capacitadas para trabajar con él.
Después de una reunión con las maestras de Ishaan, Nandkishore decide enviar a su hijo menor al colegio internado «Nueva Era». Allí, el niño desarrolla problemas psicológicos rápidamente, debido a su separación de la familia y a los abusos que sufre por parte de sus nuevos maestros, a pesar de formar una amistad con Rajan (Tanay Chheda), un niño con discapacidad física y uno de los mejores estudiantes de la clase.
Ishaan ha perdido ya toda motivación cuando Rajan interviene, diciéndole que el maestro de arte deja el colegio. El maestro sustituto es Ram Shankar Nikumbh (Aamir Khan), un docente diverso e innovador. Nikumbh, que también trabaja en la escuela especial «Tulips», revisa el trabajo de Ishaan y concluye que sus deficiencias académicas son indicadores de dislexia.  
Movilizado por un evento de la escuela Tulips, Nikumb visita a la familia Awasthi y les explica que Ishaan tiene dificultades para comprender las letras y las palabras debido a la dislexia. Nandkishore cree que el maestro está justificando el mal desempeño escolar de su hijo, entonces Nikumbh le exige que lea un texto japonés en una caja y lo regaña cuando no puede, lo que le da una idea de la experiencia que tiene Ishaan en la escuela. Con esto, Nikumbh describe la dislexia y les explica que no es un signo de poca inteligencia. Les dice que pueden proporcionar tutoría adicional que ayudará a Ishaan, destacando la capacidad artística del niño evidente en sus muchas pinturas y otras obras creativas.  
Posteriormente, Nikumbh trata el tema de la dislexia en la clase, y ofrece una lista de personas famosas que son considerados disléxicos. Luego lleva a los niños a un estanque cerca del colegio para que hagan manualidades con lo que encuentren allí. Mientras los estudiantes están abandonando el salón de clases, Nikumbh pide a Ishaan quedarse un momento y le revela que él también experimentó las mismas dificultades con la dislexia. En el estanque, Ishaan sorprende a sus compañeros con un barco que fabricó con lo que tomó del mundo que lo rodea. Nikumbh conserva el barco.
Más tarde, Nikumbh visita el director de la escuela y obtiene su permiso para convertirse en el tutor de Ishaan. Trata de mejorar la lectura y la escritura Ishaan utilizando técnicas correctivas desarrolladas por especialistas en dislexia; Ishaan pronto desarrolla un interés por el lenguaje y las matemáticas, y mejora sus calificaciones. 
Hacia el final del año escolar Nikumbh organiza una feria de arte para el personal y los estudiantes. La competencia es juzgada por la artista Lalita Lajmi. Ishaan, con su estilo sorprendentemente creativo, es declarado el ganador, y Nikumbh el subcampeón, quien pinta un retrato de Ishaan. El director anuncia que Nikumbh ha sido contratado como profesor permanente. Cuando los padres de Ishaan se reúnen con sus maestros en el último día de clases, quedan sorprendidos por la transformación que ven en él al escuchar los comentarios. Lleno de emoción, el padre de Ishaan agradece a Nikumbh, e Ishaan se da la vuelta y corre hacia Nikumbh a abrazarlo para agradecerle, antes de irse con sus padres. La película termina con una imagen congelada de Ishaan siendo lanzado al aire por Nikumbh.

## Banda sonora

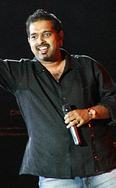
Shankar Mahadevan compuso la banda sonora con Ehsaan Noorani y Loy Mendonsa.

La banda sonora fue escrita por Shankar-Ehsaan-Loy con letra de Prasoon Joshi.

| N.º | Título | Cantantes | Duración |  |

## Premios

### 2009

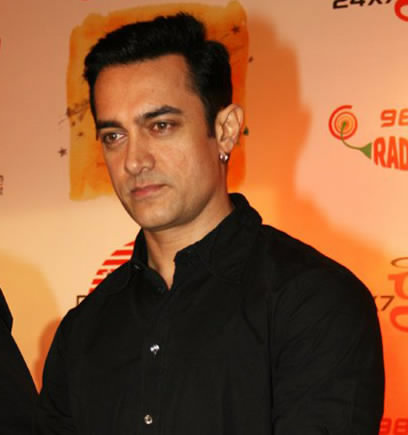
Aamir Khan ganó 12 premios como director y productor de Taare Zameen Par

Apsara Film & Television Producers Guild Awards
- Mejor película - Aamir Khan (Productor)
- Mejor director - Aamir Khan
- Mejor guion - Amole Gupte
- Mejor letra - Prasoon Joshi - Maa
- Mejor cantante- Shankar Mahadevan - Maa
- Mejor argumento - Amole Gupte
- Mejores efectos visuales - Vaibhav Kumaresh, Dhimant Vyas[1]

 National Film Awards (2007)
- Mejor película sobre bienestar familiar
- Mejor letra: Prasoon Joshi
- Mejor cantante: Shankar Mahadevan: Maa[2]

### 2008
Premios Filmfare
- Mejor película - Aamir Khan (productor)
- Mejor director - Aamir Khan
- Mejor argumento - Amole Gupte
- Mejor actuación  - Darsheel Safary
- Mejor letrista - Prasoon Joshi

Stardust Awards
- Mejor actriz de reparto - Tisca Chopra[3]

Star Screen Awards (Screen Weekly Awards)
- Mejor director - Aamir Khan (con Shimit Amin, Chak De India)
- Mejor debut como director - Aamir Khan
- Mejor actor de reparto - Aamir Khan
- Premio del jurado - Darsheel Safary
- Mejor actor juvenil - Darsheel Safary
- Mejor argumento - Amole Gupte
- Mejor diálogo - Amole Gupte
- Mejor letrista - Prasoon Joshi

V. Shantaram Awards
- Mejor película (oro)
- Mejor director (plata) - Aamir Khan
- Mejor actor - Darsheel Safary
- Mejor guionista - Amole Gupte[4]

Zee Cine Awards
- Mejor director - Aamir Khan
- El director más prometedor - Aamir Khan
- Mejor letrista - Prasoon Joshi, Maa
- Mejor actor - Darsheel Safary
- El debut más prometedor - Darsheel Safary
- Mejor argumento - Amole Gupte